# Lambton Shores
Lambton Shores – miasto (ang. city) w Kanadzie, w prowincji Ontario, w hrabstwie Lambton.
Powierzchnia Lambton Shores to 331,92 km².
Według danych spisu powszechnego z roku 2001 Lambton Shores liczy 10 571 mieszkańców (31,85 os./km²).

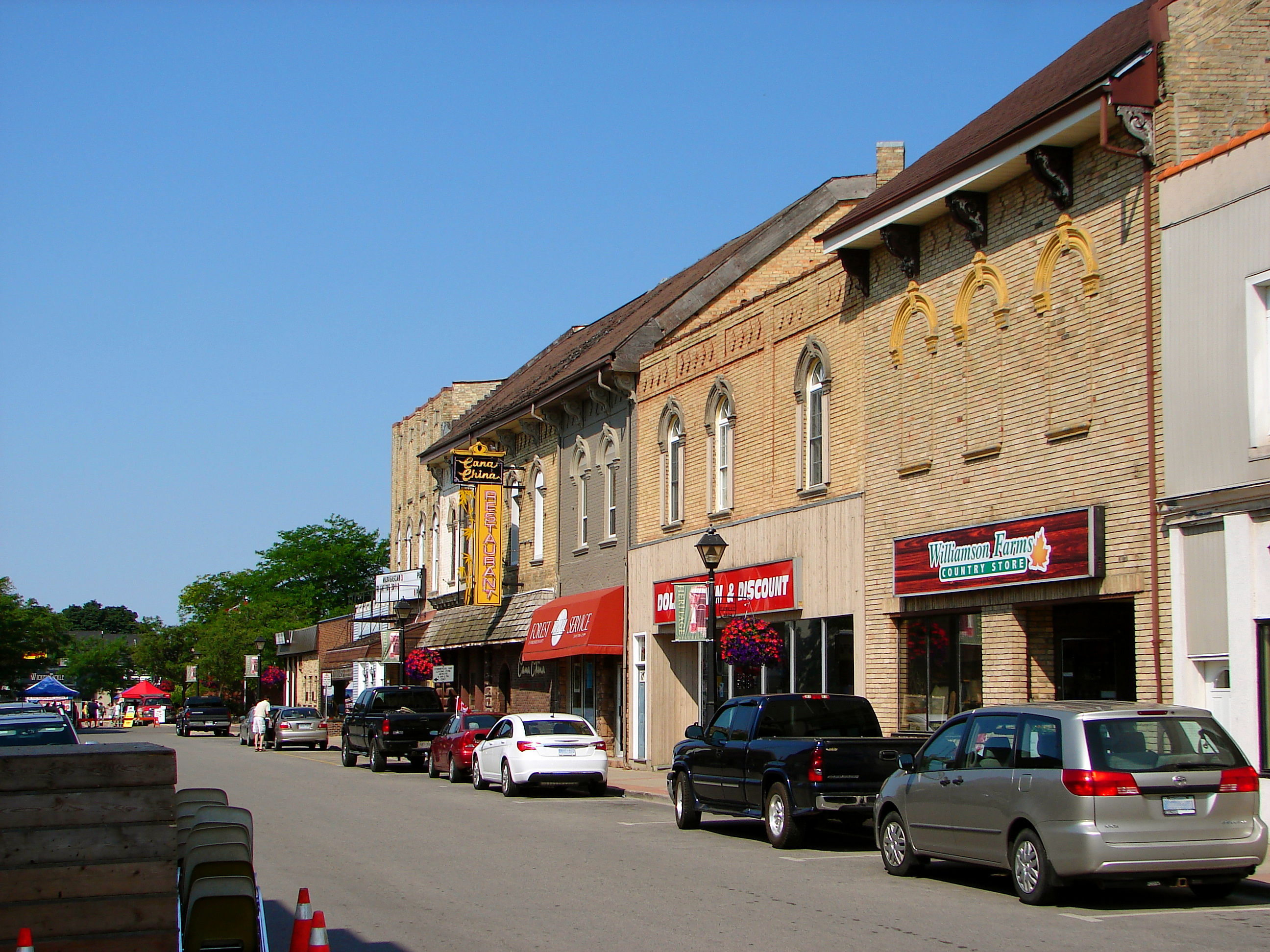
Forest
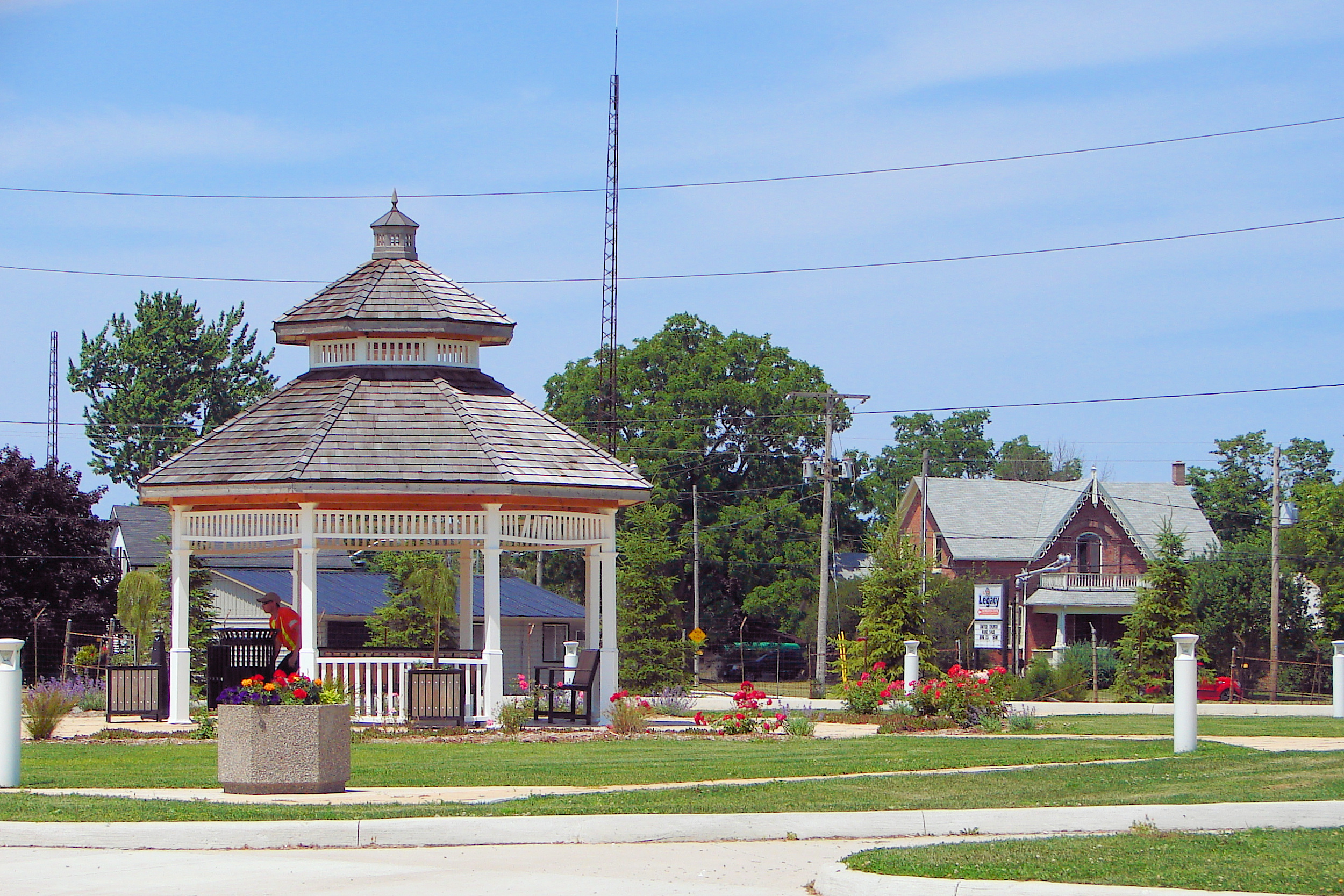
Thedford